# Люта (приток Шелони)
Люта — река в Дновском районе Псковской области.
Принадлежит бассейну Балтийского моря. Берёт начало у деревни Федорково и северней деревни Горушка справа впадает в Шелонь. Длина — 38 км, площадь водосборного бассейна 276 км².
В 18 км от устья слева в Люту впадает Семка.
Река протекает по болотистой местности, русло, особенно в средней части извилисто, проходит вдоль границы между Псковской и Новгородской областью. Недалеко от истока пересекается веткой Октябрьской железной дороги Дно—Старая Русса, а также в районе деревни Любонег веткой Дно—Сольцы (Разъезд 232 км).
На Люте расположено 15 деревень (от устья к истоку): Горушка, Сухарево, Большое Юрково, Подосье, Большое Тресно, Нинково, Любянцы, Лукомо, Любонег, Старое Село, Гачки, Пакомка, Зерема, Рублёво, Федорково.